# Johnjoe Mac Fadden
Johnjoe Mac Fadden, né le 17 mai 1956 à Donegal en Irlande, est un biologiste et généticien irlando-britannique, professeur de génétique moléculaire à l'université de Surrey.

## Biographie
BSc de biochimie en 1978 au Bedford College et PhD de biochimie en 1982 à l'Imperial College London.
Dans son ouvrage Quantum of Evolution, The new science of life, il a émis différentes hypothèses audacieuses sur l'importance de la mécanique quantique dans les systèmes biologiques. Il a notamment émis l'hypothèse que certaines mutations génétiques, mésappariements de bases tautomères, soient dues à des transferts d'électrons par effet tunnel et avance également que l'apparition de la vie soit imputable à des phénomènes quantiques.
Il est interviewé en 2002 par la revue Automates Intelligents sur l'évolution quantique.
Il écrit de nombreux articles pour The Guardian.

## Publication
- 1990 - Molecular biology of the mycobacteria (Survey seminars in molecular microbiology), Surrey University Press  (ISBN 0124833780 et 9780124833784)
- 2000 - Quantum of Evolution, The new science of life[2],[5]
- 2006 - Human nature: fact and fiction, avec Robin Headlam Wells, Continuum International Publishing Group  (ISBN 0826485456 et 9780826485458)

## Articles
- 2009 - Triple functionalisation of single-walled carbon nanotubes with doxorubicin, a monoclonal antibody, and a fluorescent marker for targeted cancer therapy (Elena Heister, Vera Neves, Carmen Tîlmaciu, Kamil Lipert, Vanesa Sanz Beltrán, Helen M. Coley, S. Ravi P. Silva, Johnjoe McFadden) in Carbon[6]